# Либесе
Либесе (њем. Lübesse) општина је у њемачкој савезној држави Мекленбург-Западна Померанија. Једно је од 89 општинских средишта округа Лудвигслуст. Према процјени из 2010. у општини је живјело 756 становника. Посједује регионалну шифру (AGS) 13054065.

## Географски и демографски подаци
Либесе се налази у савезној држави Мекленбург-Западна Померанија у округу Лудвигслуст. Општина се налази на надморској висини од 42 метра. Површина општине износи 19,9 km². У самом мјесту је, према процјени из 2010. године, живјело 756 становника. Просјечна густина становништва износи 38 становника/km².